# 康宗虎
康宗虎（1946年10月9日—2015年2月25日），彰化縣人，國立臺灣師範大學教育學碩士。曾任臺北市政府教育局局長。

## 學歷
- 國立臺灣師範大學教育學研究所碩士

## 經歷
- 臺北市政府教育局第四科科員、股長、專員、科長、副局長
- 臺北市立松山高級工農職業學校校長
- 臺北市立大安高級工業職業學校校長
- 臺北市立松山高級中學校長